# Golf
Golf je venkovní sport, ve kterém individuální hráč nebo malá skupinka (do 4 hráčů) hraje malým golfovým míčkem do jamky a používá přitom k odpalu míčku různé hole. Pravidla golfu definují, že golfová „hra spočívá v hraní míčkem z odpaliště do jamky ranou nebo postupnými ranami v souladu s pravidly“. Má se za to, že golf tak, jak ho známe, pochází ze Skotska a byl hrán na Britských ostrovech po několik staletí. Kořeny golfu však lze vystopovat už i ve středověké Číně (míčová hra Čchuej-wan), kdy byl hrán výhradně šlechtou pro zábavu. Golf patří mezi olympijské sporty, poprvé byl zařazen do programu letních olympijských her 1900 v Paříži, a zůstal i na letních olympijských hrách 1904 v St. Louis. Po 112 letech se opět objevil na letních olympijských hrách 2016 v Rio de Janeiro.
V roce 1971 provedl americký astronaut Alan Shepard na Měsíci golfový odpal, čímž se tento sport stal jediným, který byl zahrán mimo planetu Zemi.

## Historie golfu
Zatímco moderní golf vznikl v 15. století ve Skotsku, pradávný původ hry je nejasný. Někteří historici uvádí, že sport prvotně vznikl z římské hry Paganica, při které hráči používali ohnutou tyč a strefovali se do vycpaného koženého míče. Jedna z teorií tvrdí, že se Paganica rozšířila po celé Evropě když Římané dobyli většinu kontinentu v průběhu prvního století před naším letopočtem a nakonec se vyvinula v moderní hru. Jiní citují, že předchůdcem golfu byla čínská hra čchuej-wan ("Chui" znamená překvapující a "wan" malé kuličky), hraná mezi 8. a 14. stoletím.
První písemná zmínka o golfu je z roku 1457, kdy Jakub II. Skotský tuto hru zakázal jako nevítané rozptýlení od učení lukostřelby. Jakub IV. Skotský v roce 1502 zákaz zrušil a sám se stal golfistou a začal hrát v Old Course v St Andrews ve Skotsku. Toto golfové hřiště je považováno za jedno z nejstarších na světě. V roce 1764 v St Andrews vzniklo standardní 18jamkové hřiště.
Nejstarší golfová pravidla se datují do roku 1744 pro Company of Gentlemen Golfers, kteří se později přejmenovali na The Honourable Company of Edinburgh Golfers, kteří hráli ve skotském městě Leith. Světově nejstarším golfovým turnajem je The Open Championship, který se poprvé hrál 17. října roku 1860 v golf clubu Prestwick ve skotském Ayrshiru.

## Golfové hřiště

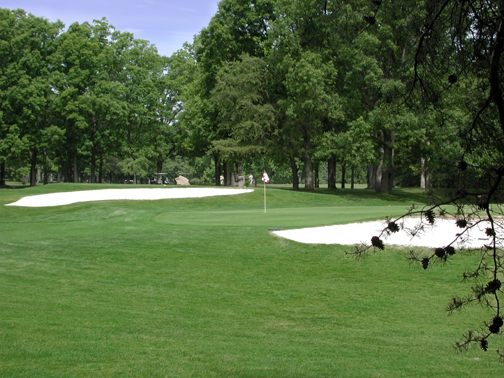
Green mezi dvěma bunkery

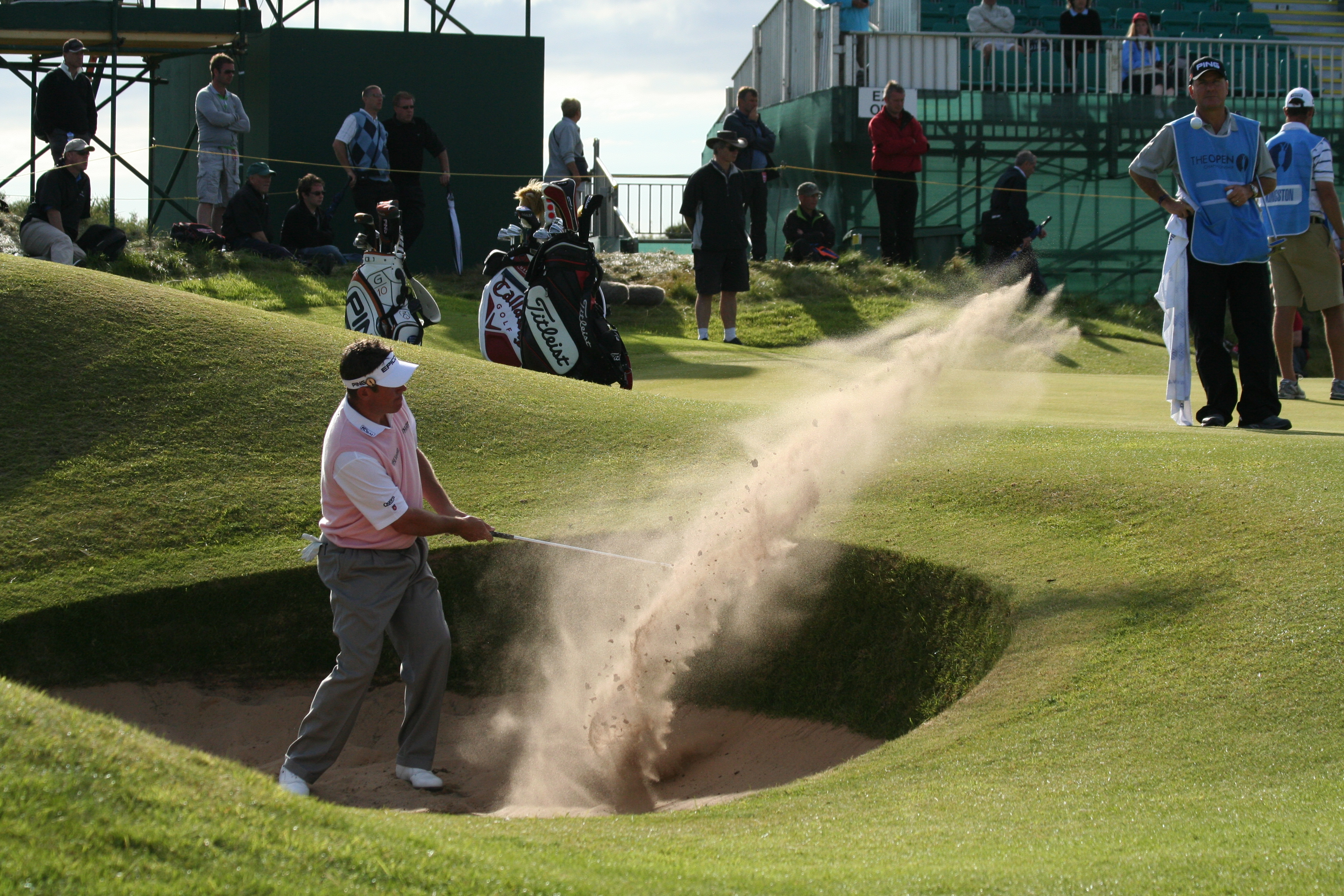
Lee Westwood při hře z bunkeru

Golfové hřiště se obvykle skládá z 18 jamek a typická délka hřiště je kolem 6 km. Častá jsou však i 9jamková hřiště – ta je pak pro plnou hru možné hrát dvakrát za sebou. Výraz jamka se kromě samotné prohlubně, do které se má míček dostat, používá i pro část hřiště od daného odpaliště až k jemu příslušnému jamkovišti (greenu), na kterém je vyvrtána vlastní jamka. Většina jamek má green od odpaliště příliš daleko na to, aby se dal zasáhnout první ranou, proto je mezi greenem a odpalištěm nízko sekaný pruh zvaný dráha (fairway), po kterém hráč postupuje k jamce. Mezi fairwayí a greenem je tzv. foregreen, tráva sekaná mírně výše než green. Nesekaná tráva okolo fairwaye se nazývá rough a tvoří další překážku. Z důvodu urychlení hry (např. díky snadnějšímu hledání míčku) se většinou tráva bezprostředně vedle ferveje seká na výšku semirough, tj. o něco výše než fairway, ale níž než rough.
Na jamkách jsou rozmístěny různé překážky, což může být například bunker (písečná překážka), ze které se hraje jinak než z trávy, nebo vodní překážka (rybníky, potoky apod.). Pokud míček z překážky hrát nelze, hraje se další rána z místa mimo překážku. Taktéž pokud je míč v překážce ztracen, hraje se náhradním (novým) míčem. V obou těchto případech je však nutno počítat s trestnými body. Vodní překážky pravidla rozdělují na příčné a podélné – a liší se u nich postup hraní opravné rány poté, co míček skončí ve vodě. V překážkách platí zvláštní pravidla, která znesnadňují hru, například v bunkru se hráč před samotným odpalem nesmí dotknout holí písku ani nesmí provést cvičný švih. Pokud míč zůstane v oblasti označené jako vodní překážka, může jej hráč hrát podle podobných pravidel jako v bunkeru, nebo s připočtením trestné rány z místa mimo překážku. Pokud míček skončí za označenými hranicemi hřiště, nelze jej z daného místa hrát. Na některých hřištích se vyskytují tzv. biozóny – označené oblasti, do kterých je zakázáno vstupovat nebo z nich hrát.
Tráva na greenu je sekaná velice nízko, asi jen na 3 mm, takže míč se na greenu může po zemi koulet na vzdálenost několika metrů. Ráně na greenu, při které se míček nevznese do vzduchu, se říká putt (a ten se patuje). Greeny bývají různě zvlněné, což znesnadňuje správné míření. Samotná jamka má průměr 10,8 cm a měla by mít hloubku 10,16 cm. Vyztužuje se plastovou vložkou, do které lze zapíchnout dlouhou tyč s vlajkou, která umožňuje viditelnost jamky i z velké vzdálenosti. Pozice jamky na greenu (pin pozice) není stálá a může se den ode dne, i mezi jednotlivými koly turnaje, měnit.

### Ekologie golfového hřiště

#### Používání pesticidů
Zelené trávníky golfových hřišť mohou vyvolávat dojem, že se jedná o sport „v souladu s přírodou“. Při každodenní údržbě hřišť se však používají pesticidy, zejména herbicidy (chemikálie likvidující nežádoucí druhy rostlin), ale také insekticidy (likvidace hmyzu) a fungicidy (k eliminaci plísní). Někdy vyvolává používání pesticidů obavy úřadů pro ochranu životního prostředí a zdraví hráčů a greenkeeperů (správců hřiště), a proto jsou stanovována závazná pravidla pro minimalizaci rizik pesticidů.

#### Užití vody pro zavlažování
Nezanedbatelná je také spotřeba vody pro zavlažování trávníku. Takto náročné travnaté plochy na údržbu vyžadují vlastní často zdroj vody v podobě jezírka s užitkovou vodou, kterou lze získat při deštivých dnech. Zalévání pitnou vodou z vodovodního řadu je vysoce ekonomicky nákladné. Navíc se v mnoha případech jedná o vodu s chlorem a s nevhodnými vlastnostmi. K zavlažování se používají speciální postřikovače, zabudované do trávníku, kterým lze nastavit průtok a směr, výšku a délku postřiku. Provozní tlak v zavlažovacím systému, zajišťovaný čerpadly, je většinou 8 bar.

## Hra

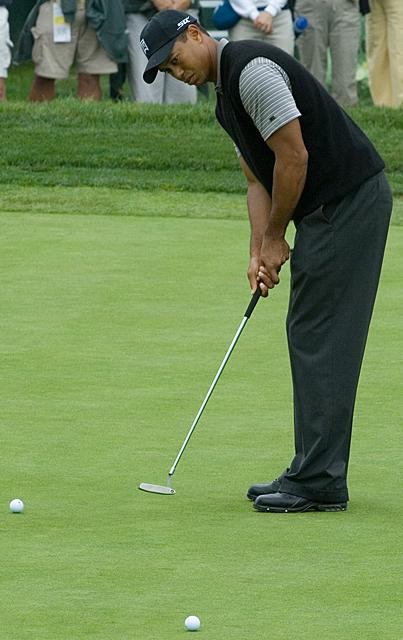
Tiger Woods patující na greenu.

V golfu existují dva hlavní typy hry. Tou známější a častěji hranou na turnajích je hra na rány. Druhým hlavním typem je pak hra na jamky.
- Hra na rány je založena na hraní jamek daného hřiště v daném pořadí. V jednom kole se hraje 18 jamek, na devítijamkových hřištích se proto chodí dvakrát 9 jamek. Na každé jamce se začíná odpalem z odpaliště a pokračuje se dalšími ranami, dokud míček neskončí v jamce. Cílem je použít co nejméně ran.
- Hra na jamky, tzv. jamkovka, se od hry na rány liší tím, že dva hráči hrají proti sobě. Na každé jamce ten hráč, který ji zahraje menším počtem ran, obdrží jeden bod. Pokud oba hráči zahrají danou jamku stejným počtem úderů, dostává každý z nich půl bodu. Ve hře zvítězí ten hráč, který po odehraném kole má více bodů. Hra může skončit i dříve, než po odehrání všech jamek, pokud již na zbývajících jamkách nemůže hráč s menším počtem bodů dostihnout svého protihráče. Stav, kdy hráč již nemůže prohrát, tj. vede právě o tolik jamek, kolik jich zbývá odehrát, se označuje dormie. Hra ovšem může pokračovat i po odehrání 18 jamek, pokud mají oba hráči mají po odehraných 18 jamkách stejný počet bodů, a je nutno určit vítěze. V týmové soutěži Ryder Cup se v takové situaci ve hře nepokračuje, a každý tým získává půl bodu. Při hře na jamky není důležité, o kolik ran hráč danou jamku vyhraje, vždy získává pouze jeden bod. Při tomto typu hry smí jedna strana soupeři darovat (vzdát) ránu nebo celou jamku, pokud je situace na hřišti z jejího pohledu jasná. Ke slavnému využití tohoto pravidla došlo při Ryder Cupu 1969, kdy Jack Nicklaus nenechal Tonyho Jacklina zahrát závěrečný pat turnaje. Pokud by Jacklin tento krátký pat hrál a neproměnil, tým USA by zvítězil. Takto skončil Ryder Cup remízou.[11]

Hráči chodí po hřišti po skupinkách zvaných flight. Flight tvoří jeden až čtyři hráči, někdy doprovázeni nosiči (caddie, „kedy“), kteří nosí hole a pomáhají svému hráči (radí kam zahrát míček, jakou hůl vzít apod.). Každý hráč hraje svým míčem (vyjma jiných variant her) od odpaliště do jamky. Po odehrání z odpaliště hraje další ránu vždy jako první ten, jehož míč je nejdále od jamky. Na dalším odpališti hraje první ten, kdo dosáhl na předchozí jamce nejnižšího počtu ran.
Každý hráč funguje jako zapisovatel jinému hráči ve skupině, tedy do skórkarty zapisuje jeho výsledky na jednotlivých jamkách. Pro kontrolu si může zapisovat i vlastní výsledky. Ve hře na rány je výsledkem součet počtu ran a trestných ran. Trestná rána není skutečná rána, ale trest uložený podle pravidel. Porušení pravidel (např. dotek písku v bunkru) se obvykle trestá dvěma trestnými ranami. Jednu trestnou ránu získá hráč např. pokud míč skončí ve vodě, je ztracen či je v nehratelné pozici.

## Par

Plánek jamky: 1=odpaliště, 2=vodní překážka, 3=rough, 4=out, 5=pískový bunker, 6=vodní překážka, 7=fairway, 8=jamkoviště, 9=vlajka, 10=jamka

Každá jamka je označena parem. Par je číslo závislé na délce (a částečně i obtížnosti) každé jamky. Par je teoretický počet ran, na který by zkušený golfista měl jamku zahrát. Golfista by se na dvě rány pod par měl dostat na green a pak mít k dispozici ještě dva paty na dosažení paru. Taková situace se označuje jako dosažení greenu v regulaci. Nejnižší možný par jamky je tedy 3 – jamka s parem 2 by musela mít odpaliště na greenu. Obvyklá hodnota paru je 3 je pro jamky vzdálené do 224 metrů od odpaliště. Délka jamek par 4 je 225 do 434 metrů a pro par 5 více než 435 metrů.[zdroj?] Např. u krátkých zalomených (takzvaný dogleg) jamek není možné hrát první ranou na green, i když vzdušnou čarou je jamka od odpaliště méně než 224 metrů. Pravidlo vzdáleností a paru tedy v těchto případech neplatí. Ojediněle se vyskytují jamky s parem 6. Par 7 má jamka v jihokorejském Gunsan Country Club, dlouhá 1003 metry, a 881 metrů dlouhá jamka v Satsuki GC v japonském městě Sano. Japonská jamka je uvedena v Guinnessově knize rekordů jako nejdelší na světě.
Součet parů všech jamek daného hřiště se označuje jako par hřiště. Obvyklá hodnota paru osmnáctijamkového hřiště je 72; tzn. že průměrný par jamky je 4.

### Skórování
Pokud hráč zahraje na paru 4 čtyři rány, nazývá se dosažený výsledek par. Pokud tři, tak birdie, a pokud dvě, tak eagle. Dosažení jamky první ranou přímo z odpaliště se označuje hole-in-one.
| Název                   | Pod/nad par |
| ----------------------- | ----------- |
| Condor                  | -4          |
| Albatross, Double eagle | -3          |
| Eagle                   | -2          |
| Birdie                  | -1          |
| Par                     | E (v paru)  |
| Bogey                   | +1          |
| Double bogey            | +2          |
| Triple bogey            | +3          |

Ve hře na rány tvoří skóre hráče součet ran dosažených za všechna kola. Během turnaje PGA tour, hraného na čtyři kola, tak hráči dosahují skóre kolem 290 ran. Takto udávané skóre se ale v průběhu turnaje neuvádí – bylo by obtížné porovnat, zda má v posledním kole průběžně lepší skóre hráč na poslední jamce se skóre 280, nebo hráč na druhé jamce s dosavadním skóre 215. Místo toho se průběžné skóre udává relativně vůči paru jamek, které daný hráč už odehrál, tj. např. -6 (šest ran pod par). Skóre v paru se označuje even par, zkráceně E, hodnotou 0 nebo slovem „par“.
Při hře na jamky se průběžné skóre udává jako počet jamek, o které hráč či skupina vede (2 up), resp. prohrává (3 down). Vyrovnané skóre se nazývá all square, zkráceně A/S. Zápas na jamky končí předčasně pokud už jedna ze stran nemá šanci zvítězit, tj. ztrácí více bodů než zbývá jamek. Konečné skóre u zápasů. které skončily dříve než po 18. jamce, tak může obsahovat i počet jamek které nebyly odehrány – např. skóre 3&2 značí vítězství o tři jamky se dvěma neodehranými, tj. po 16. jamce. Možná skóre po odehrání 18 jamek jsou A/S, 1 up nebo 2 up (vítěz vedl o jamku po 17 jamkách a získal i poslední jamku).
U většiny hřišť bývají další zařízení, které nejsou součástí herního prostoru. Jsou to tréninkové prostory: cvičný green, bunker a tréninková louka (driving range).

## Hole

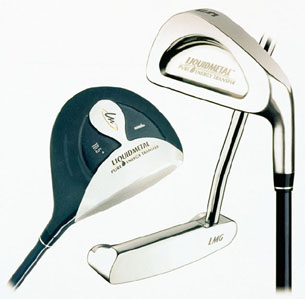
Některé golfové hole

Hráč k odehrání míčku používá hole (anglicky clubs). Golfová hůl se skládá z hlavy (clubhead), násady (shaft) a držadla (grip). Hole se dělí na patry (putters), železa (irons), hybridy (hybrids) a dřeva (woods). Puttery jsou hole specifické pro "doražení" míče do jamky. Jejich úderová plocha je téměř kolmá k zemi, takže míče se jen kutálejí. Železa mají hlavu vyrobenu z kovu. Hybridy jsou hole, které vypadá téměř jako dřevo, ale liší se váhou a výplní báně. Je to tedy něco mezi železem a dřevem. Dřeva byla původně vyráběna ze dřeva, nyní se používají kovy, na úderovou plochu ocel a na další část titan, většinou bývá dolní část hole (hlava) dutá. Železa se používají obecně na kratší a přesnější rány, dřeva naopak pro dlouhé rány. Hole se liší délkou a sklonem úderové plochy (loft).
Železa se používají nejvíce v označení 1 až 9, kde nejmenší sklon a největší délku má hůl č. 1. Čím menší číslo, tím menší sklon hlavy a delší shaft. Výsledkem je delší rána. Na nejkratší rány, přihrávky na green, se používají tzv. wedge, kterých je několik druhů. Nejmenší sklon má pitching wedge, přičemž sklon hlavy této hole je 48° a označuje se PW, zřídka gap wedge – 52°, označení G. Další hůl sand wedge má sklon 54–56°, označení SW. Lob wedge se sklonem 58–60°, označuje se buďto sklonem hlavy nebo písmenem L. Jak napovídá název, pitching wedge se používá na hraní úderů chip a pitch. Gap wedge je na hraní z hlubokých jam. Sand wedge je určena pro hru z pískové překážky (bunkru) a lob wedge a trouble wedge jsou určeny pro krátké obloučky. U dvou posledních holí se udává ještě parametr bounce, což je to vyboulení na spodní straně hole, které určuje, jak hluboko se hůl ponoří při úderu do země.
Dřeva se většinou používají na dlouhé rány. Dělí se na drivery a fairwayová dřeva (nejčastěji 3, 4, 5). Fairwayová dřeva jsou určena pro hru z fairwaye, tj. krátce střiženou část hřiště. Tráva se stříhá na cca 2 cm, takže je možné provést úder dřevem a jakoby smést míček z trávy. Driver je určen pro nejdelší rány, má velkou hlavu. S driverem se hraje se z týčka (tee) - většinou dřevěného kolíčku na kterém se odpaluje (míček se položí na vrch týčka). Nyní se už ale vyrábějí i týčka z plastu, které se po úderu nerozlomí. Jejich nevýhodou však je, že pokud ho hráč po odpalu nenajde, trvá déle než se rozloží. Driver byl dříve značen jako č. 1, nyní se označuje sklonem úderové plochy většinou od 8,5° do 11°.
Podle pravidel může mít hráč s sebou na hřišti nejvýše 14 holí.

## Organizace sportovního golfu
Golf je převážně individuální sport a většina golfových soutěží organizována různými národními asociacemi. Přesto však existuje několik organizací, jejichž činnost a vliv mají celovětový dosah. Jsou to především organizace tvořící pravidla a standardy (The R&A a USGA), Mezinárodní golfová federace IGF, sdružující národní a profesionální golfové asociace a starající se o olympijský golf, a v neposlední řadě několik nejvýznamnějších profesionálních golfových asociací, pořádajících mezinárodní turnaje a turnajové série (okruhy). 

### Tvorba pravidel a standardů
Pravidla golfu, Pravidla amatérského statusu, Standardy golfového vybavení a Světový amatérský golfový žebříček – to vše je v golfu tvořeno a regulováno dvěma organizacemi: United States Golf Association (USGA) formálně nastavuje tato pravidla ve Spojených státech a Mexiku, zatímco skotský The R&A ve zbytku světa. Ve skutečnosti jsou však pravidla sdílena a jejich tvorba oběma organizacemi koordinována.

### Organizace golfových soutěží
Mezinárodní golfová federace (angl. International Golf Federation – IGF) – je světovým řídícím orgánem pro golf, sdružuje národní a profesionální golfové asociace, zastřešuje olympijské golfové soutěže, organizuje vrcholové soutěže amatérského golfu.
European Golf Association (česky Evropská golfová asociace – EGA) – je vrcholnou evropskou golfovou organizací, sdružující jednotlivé národní golfové svazy, pořádá evropská amatérská individuální i týmová mistrovství.

## Hlavní mezinárodní turnaje

### Olympijské hry
- Golf na letních olympijských hrách – mužský a ženský golfový turnaj

### Major championships
Nejprestižnějí a nejvýběrovější turnaje sezóny se nazývají majors (major championships = velká mistrovství). Jde o obdobu grandslamových turnajů v tenise, v golfu se tak ovšem jednotlivým turnajům neříká (grand slamem je myšleno vítězství na všech majors v jedné sezóně). Mužský a ženský golf má své majors odlišné.

#### Majors mužského golfu
- Masters Tournament – obykle druhý víkend v dubnu, pořadatelem je Augusta National Golf Club v Augustě v Georgii
- PGA Championship – pořadatelem je PGA of America
- U.S. Open – pořadatelem je USGA
- The Open Championship (British Open) – pořadatelem je The R&A

#### Majors ženského golfu
- U.S. Women's Open – pořadatelem je USGA
- KPMG Women's PGA Championship – pořadatelem je PGA of America
- AIG Women's Open (dříve znám jako Women's British Open) – pořadatelem je The R&A
- ANA Inspiration (do roku 2015 znám pod jménem Kraft Nabisco Championship) pořadatelem je LPGA
- The Evian Championship – pořadatelem je společně Ladies European Tour a LPGA

### Týmové zápasy
- Ryder Cup – zápas mužských týmů Evropy a Severní Ameriky konaný jednou za dva roky
- Presidents Cup – zápas mužských týmů Severní Ameriky a Mezinárodního týmu („zbytek světa“ mimo Evropu) konaný jednou za dva roky v mezidobí Ryder Cupu
- Solheim Cup – zápas ženských týmů Evropy a Severní Ameriky konaný jednou za dva roky

## Soutěže týmů

### České soutěže
- Golfová extraliga mužů
- Golfová extraliga žen

### Týmové zápasy
- Mistrovství Evropy týmů v golfu